# Phướn đất cánh hung
Neomorphus rufipennis là một loài chim trong họ Cuculidae.
Loài này được tìm thấy trong các khu rừng nguyên sinh ẩm ướt ở miền bắc Brazil, Guyana, Venezuela và Colombia. Với chiều dài 50 cm (20 in), nó là loài chim cuồn Nam Mỹ lớn nhất cùng với các thành viên khác của chi Neomorphus. Loài này được đặt tên vào năm 1849.